# Chrysochroa
Genre
Chrysochroa est un genre de coléoptères de la famille des Buprestidae.

## Systématique
Le genre Chrysochroa est attribué, en 1833, au militaire et entomologiste français Pierre François Marie Auguste Dejean (1780-1845).

## Caractères
- Palpes maxillaires de trois articles, le premier au moins de la longueur du second ; celui-ci un peu triangulaire ; le troisième plus ou moins conique. Les labiaux de deux articles assez courts, le deuxième le plus long, quelquefois légèrement arrondi à l'extrémité.
- Labre velu, fortement échancré.
- Languette assez grande, trilobée en avant.
- Mandibules larges, courtes, épaisses, terminées par une dent, ordinairement obtuse, quelquefois un peu aiguë.
- Antennes de onze articles, le premier assez fort, le deuxième très court, le troisième assez long ; tous les autres plus ou moins élargis, transversaux.
- Tarses allongés, spongieux en dessous, sensiblement élargis, à premier article un peu plus long que les autres ; le dernier deux fois au moins plus long que le précédent ; crochets forts[2].

## Liste des espèces
Selon BioLib (1 janvier 2022) :
- Chrysochroa akiyamai Lander, 1989
- Chrysochroa alternans Waterhouse, 1888
- Chrysochroa andamanensis Saunders, 1867
- Chrysochroa annamensis Bourgoin, 1924
- Chrysochroa aurotibialis Deyrolle, 1864
- Chrysochroa baudoni Descarpentries, 1963
- Chrysochroa bicolor (Fabricius, 1778)
- Chrysochroa blairi Lander, 1989
- Chrysochroa bloetei Théry, 1935
- Chrysochroa browni Saunders, 1872
- Chrysochroa buqueti (Gory, 1833)
- Chrysochroa burmensis (Gussmann, 2002)
- Chrysochroa caroli Perroud, 1853
- Chrysochroa castelnaudii Deyrolle, 1862
- Chrysochroa celebensis Obenberger, 1932
- Chrysochroa celebigena Obenberger, 1935
- Chrysochroa chalybaea (Wiedemann, 1823)
- Chrysochroa chongi Endo, 1992
- Chrysochroa coelicolor Obenberger, 1942
- Chrysochroa concolor (Kurosawa, 1978)
- Chrysochroa corbetti Kerremans, 1893
- Chrysochroa coreana Han & al., 2012
- Chrysochroa cuprascens (Waterhouse, 1881)
- Chrysochroa daleni (van den Hoeven, 1838)
- Chrysochroa descarpentriesi (Kurosawa, 1978)
- Chrysochroa eburnea Janson, 1874
- Chrysochroa edvardsii Hope, 1842
- Chrysochroa fallaciosa Théry, 1923
- Chrysochroa fasciata Gory, 1840
- Chrysochroa fulgens (DeGeer, 1778)
- Chrysochroa fulgidissima (Schönherr, 1817)
- Chrysochroa fulminans (Fabricius, 1787)
- Chrysochroa gestroi Kurosawa, 1978
- Chrysochroa gratiosa (Deyrolle, 1864)
- Chrysochroa hemixantha (Snellen van Vollenhoven, 1864)
- Chrysochroa holstii Waterhouse in Waterhouse & Gahan, 1890
- Chrysochroa ignita (Linnaeus, 1758)
- Chrysochroa intermedia Lander, 1992
- Chrysochroa ixora Gory, 1840
- Chrysochroa jasienskii Hołyński, 2009
- Chrysochroa kiyoshii (Endo, 1995)
- Chrysochroa klapaleki Obenberger, 1924
- Chrysochroa landeri Hołyński, 2009
- Chrysochroa limbata (Nonfried, 1891)
- Chrysochroa lordi Walker, 1871
- Chrysochroa ludekingii Snellen von Vollenhoeven, 1864
- Chrysochroa margotana Novak, 1992
- Chrysochroa mirabilis Thomson, 1878
- Chrysochroa miribella Obenberger, 1939
- Chrysochroa mniszechii Deyrolle, 1861
- Chrysochroa mouhoti (Saunders, 1869)
- Chrysochroa netscheri Lansberge, 1879
- Chrysochroa ocellata (Fabricius, 1775)
- Chrysochroa opulenta (Gory, 1832)
- Chrysochroa parryi Saunders, 1867
- Chrysochroa pectinicornis Laporte & Gory, 1835
- Chrysochroa perrotetii Guérin-Méneville, 1840
- Chrysochroa peteli Gory, 1840
- Chrysochroa pseudofulgidissima Han & al., 2012
- Chrysochroa pseudoludekingii Lander, 1992
- Chrysochroa purpurascens (Ritsema, 1879)
- Chrysochroa purpurea (White, 1843)
- Chrysochroa purpureiventris Deyrolle, 1864
- Chrysochroa rajah Gory, 1840
- Chrysochroa rogeri Dupont, 1832
- Chrysochroa rugicollis Saunders, 1866
- Chrysochroa sakaii Ohmomo, 1999
- Chrysochroa sarasinorum Flach, 1887
- Chrysochroa saundersii Saunders, 1866
- Chrysochroa semperi Saunders, 1874
- Chrysochroa similis Saunders, 1867
- Chrysochroa theryi (Hoscheck, 1925)
- Chrysochroa unidentata (Fabricius, 1775)
- Chrysochroa viridisplendens Théry, 1898
- Chrysochroa vittata (Fabricius, 1775)
- Chrysochroa wallacei Deyrolle, 1864
- Chrysochroa waterstradti Théry, 1923
- Chrysochroa weyersii Deyrolle, 1864